# Jalimpa
Jalimpa (ジャリンパ) は、日本のシンガーソングライター。
2024年にアルバム「Nonsense makes Sense」でデビュー。同アルバムでギネス世界記録の「アルバムをリリースした最年少ソロアーティスト」に認定。

## 来歴
瀬戸内海国立公園の雄大な自然の中で、波や虫や猛禽類など森羅万象の音を子守唄にして育つ。2歳という言語の概念を持つ前段階で、潜在意識から溢れ出るメロディーに喃語（いわゆる「宇宙語」）を乗せて歌いあげた「Nonsense makes Sense」をリリース。「アルバムをリリースした最年少ソロアーティスト／The youngest solo artist to release an album 」としてギネス世界記録に認定される。

## ディスコグラフィー
1stアルバム「Nonsense makes Sense」
BjörkやMassive Attack、エレクトロニカ期のRadio Headなどを彷彿とさせるトラックに乗せ、人類史上最年少シンガーソングライターのJalimpaが「宇宙語」で放つ、潜在意識の渦。「ヒト」という種の根底にある集合的無意識に繋がる未来型ワールドミュージック・アルバム。